# Artur Ladebeck
Artur Ladebeck (* 17. April 1891 in Berlin; † 12. Oktober 1963 in Bielefeld) war ein deutscher Pädagoge und Politiker (SPD). Er war nach dem Zweiten Weltkrieg Landrat und Oberbürgermeister von Bielefeld und wurde außerdem 1953 für eine Wahlperiode in den Deutschen Bundestag gewählt.

## Zeit der Weimarer Republik
Ladebeck wurde als Sohn eines Regierungsbeamten in Berlin geboren. Während des Ersten Weltkrieges war Ladebeck Offizier. Noch während des Krieges heiratete er Luise Friedrichs, mit der er 1917 einen Sohn bekam. Er begann ein Lehramtsstudium und kam nach dessen Abschluss nach Bielefeld. Er arbeitete als Volksschullehrer an der ersten Bürgerschule. Im Jahr 1919 trat er der SPD bei. Er engagierte sich in der lokalen Bildungspolitik. Er setzte sich für die Einführung von weltlichen anstatt von konfessionell orientierten Schulen ein. Seit 1924 war er Mitglied im Gesamtschulausschuss der Stadt Bielefeld. Seit 1928 war er Rektor und seit 1930 Leiter des Modellprojekts der ersten sogenannten Sammelschule in Bielefeld.
Bereits 1927 war er erstmals in die Bielefelder Stadtverordnetenversammlung gewählt worden. Zwischen 1928 und 1933 war er Vorsitzender der Sozialdemokraten in Bielefeld. Daneben war er aktives Mitglied im Reichsbanner Schwarz-Rot-Gold.

## Nationalsozialistische Herrschaft
Nach der Machtübernahme der Nationalsozialisten wurde er 1933 aus politischen Gründen aus dem Schuldienst entlassen. Zum ersten Mal wurde er zwischen September und November 1933 wegen angeblicher staatsgefährdender politischer Umtriebe (Abhören ausländischer Sender, Verweigerung des Hitler-Grußes) inhaftiert. Eine weitere Festnahme erfolgte am 16. Januar 1934 infolge einer Wohnungsdurchsuchung im Rahmen der Ermittlungen gegen die Widerstandsgruppe Roter Stoßtrupp in Bielefeld. Ladebeck gestand während seiner Untersuchungshaft, mehrere Ausgaben der Zeitung "Der Rote Stoßtrupp" von seinem Bekannten Rudolf Preuß erhalten zu haben. Auf ungeklärte Art und Weise entging er einem Prozess und wurde freigelassen. 1936 erfolgte eine erneute Festnahme für zwei Tage. Im Rahmen der Aktion Gitter erfolgte eine weitere Haft 1944 für zwei Monate.
Beruflich war er nach seiner Entlassung aus dem Schuldienst als Arbeiter und kaufmännischer Angestellter tätig.

## Nachkriegszeit

### Landrat und Oberbürgermeister
Nach dem Kriegsende nahm er seine Tätigkeit als Rektor wieder auf. Unmittelbar nach dem Ende des Krieges wurde Ladebeck von den alliierten Militärbehörden zum Landrat des Landkreises Bielefeld ernannt. Dies Amt bekleidete er vom 21. Juli 1945 bis zum 31. Dezember 1945. Dabei hatte er selbstbewusst auch gegenüber den britischen Militärbehörden agiert.
Nach der Neugründung der SPD spielte Ladebeck auch eine führende Rolle in der Partei. Er gehörte auch erneut der Stadtverordnetenversammlung an. Nach der kurzen Amtszeit von Oberbürgermeister Josef Niestroy wurde Ladebeck zum Oberbürgermeister ernannt. In diesem Amt wurde er durch die erste Kommunalwahl bestätigt. Seine erste Amtsperiode dauerte von 1946 bis 1952. Bei der darauffolgenden Kommunalwahl wurde mit den Stimmen des Bundes der Heimatvertriebenen und Entrechteten Hermann Kohlhase (FDP) zum Oberbürgermeister gewählt. In dieser Zeit wurde er auch als Schulleiter offiziell pensioniert.
In der Mitte der Legislaturperiode ergaben sich als Folge eines neuen Wahlgesetzes im Bielefelder Rat wiederum neue Konstellationen. Ladebeck wurde wieder zum Oberbürgermeister gewählt, diesmal blieb er noch bis 1961 im Amt. In seine Amtszeit fiel der Wiederaufbau des kriegszerstörten Bielefelds. Er bemühte sich insbesondere um eine Neugestaltung des städtischen Schulwesens, daneben auch um die Kulturförderung und die Stärkung des Wirtschaftsraums Bielefeld.

### Bundestag und weitere Tätigkeiten
Neben seiner Tätigkeit als Bürgermeister gehörte er dem Deutschen Bundestag von der Bundestagswahl 1953 bis 1957 an. Im Parlament vertrat er den Wahlkreis 106 Bielefeld-Stadt. Er war ordentliches Mitglied im Ausschuss für Kommunalpolitik, bis März 1955 auch des Ausschusses für Kulturpolitik.
Ladebeck war Gründungsmitglied des Rates der Gemeinden Europas im Jahr 1950 sowie an der Gründung des Internationalen Rates 1953 beteiligt. Als erster Deutscher wurde er 1953 Ehrenmitglied.

## Ehrungen
- Artur-Ladebeck-Straße ⊙ in Bielefeld